# Charles Rennie Mackintosh

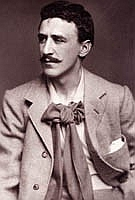
Charles Rennie Mackintosh.

Charles Rennie Mackintosh, född 7 juni 1868 i Glasgow, död 10 december 1928 i London, var en skotsk arkitekt, inredningsarkitekt, formgivare, grafiker och målare.

## Biografi
Charles Rennie Mackintosh föddes på 70 Parson Street i Townhead i Glasgow som den fjärde i en syskonskara på elva barn. Hans föräldrar var överkommissarien vid staden Glasgows polis William McIntosh och Margaret Rennie. Vid 16 års ålder tog han anställning vid John Hutchinsons arkitektfirma och tog kvällskurser på Glasgow Government School of Design. 
Efter utbildning och praktik vann Charles Rennie Mackintosh 1891 ett stipendium för en resa i Europa. Tillbaka i Skottland bildade han tillsammans med hustrun  Margaret Macdonald, hennes syster Frances MacDonald och Herbert MacNair konstnärsgruppen The Four. Fram till 1915 vann de flera tävlingar och formgav flera interiörer och villor i framför allt Glasgow. År 1914 flyttade paret Mackintosh till London och sedan vidare till södra Frankrike, där han kom att ägna sig åt grafik, bokkonst och textil formgivning. Härutöver målade Mackintosh bilder i akvarell med naturen som främsta inspirationskälla.
Mackintosh var en av förgrundsgestalterna inom jugendstilen. Hans fortfarande välbevarade interiörer bröt med de historiserande stilarna och tog upp idéer från symbolismen, Arts and Crafts och Japan. Hans idéer togs upp av bland annat secessionisterna i Wien, konstnärsgruppen i Darmstadt och senare Deutscher Werkbund. Mackintosh arbetade med rena volymer som han sparsamt dekorerade med böljande, symbolladdade former.

## Verk i urval
- Glasgow School of Art, Glasgow, 1897-1899 samt 1907-1909
- Cranstons tesalonger, Glasgow, 1897-1911
- Windyhill (villa), Glasgow, 1899-1901
- Hill House (villa), Glasgow, 1902
- Queen's Cross Church, Glasgow
- Ruchill Church Hall, Glasgow
- Holy Trinity Church, Stirling
- Scotland Street School, Glasgow
- Martyrs' Public School, Glasgow
- Tidigare Daily Recorda kontorshuas, Glasgow
- Tidigare The Heralds kontorshus, Mitchell Street, Glasgow (Scotland's Centre for Architecture, Design and the City)

## Bilder

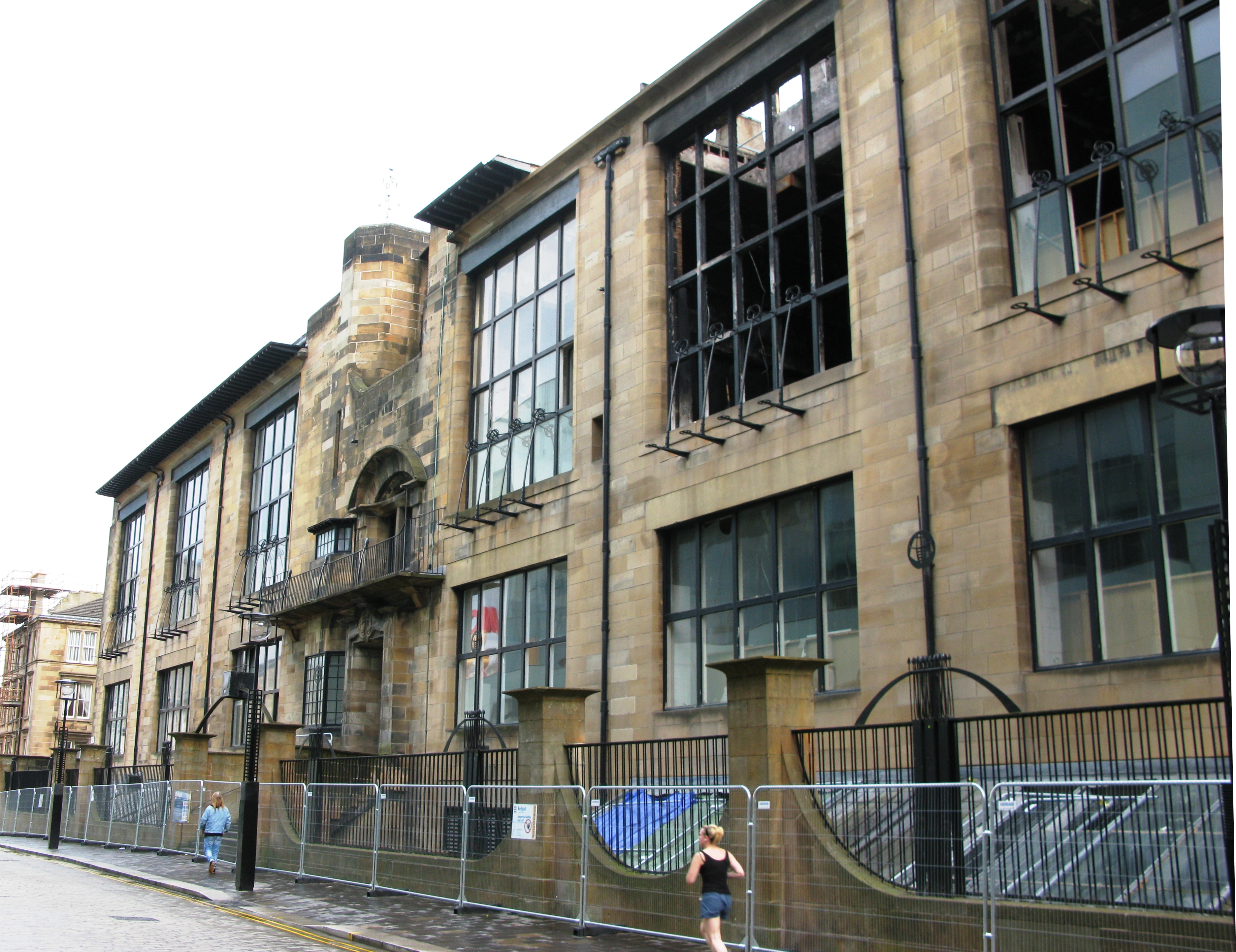
Glasgow School of Art
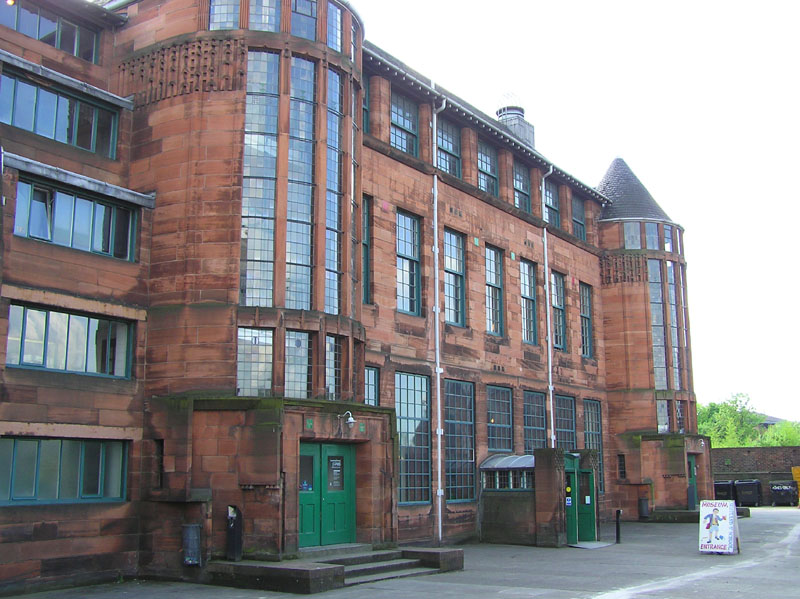
Scotland Street school i Glasgow
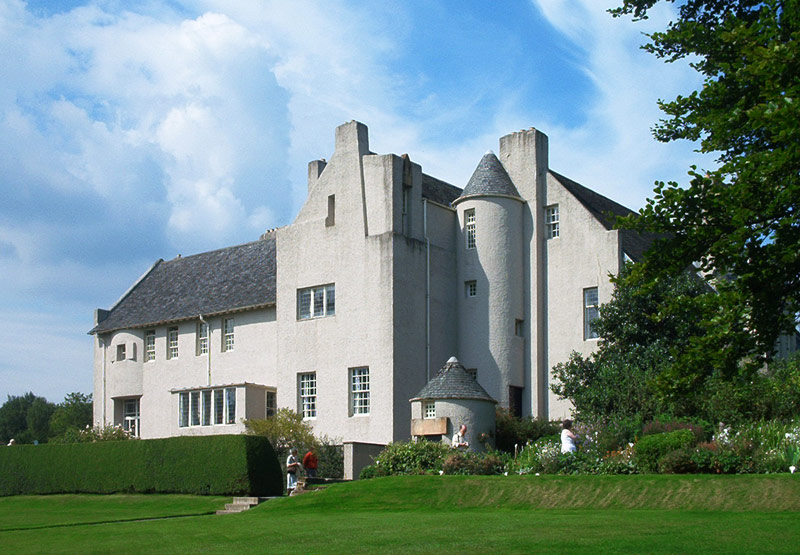
Hillhouse i Helensburgh
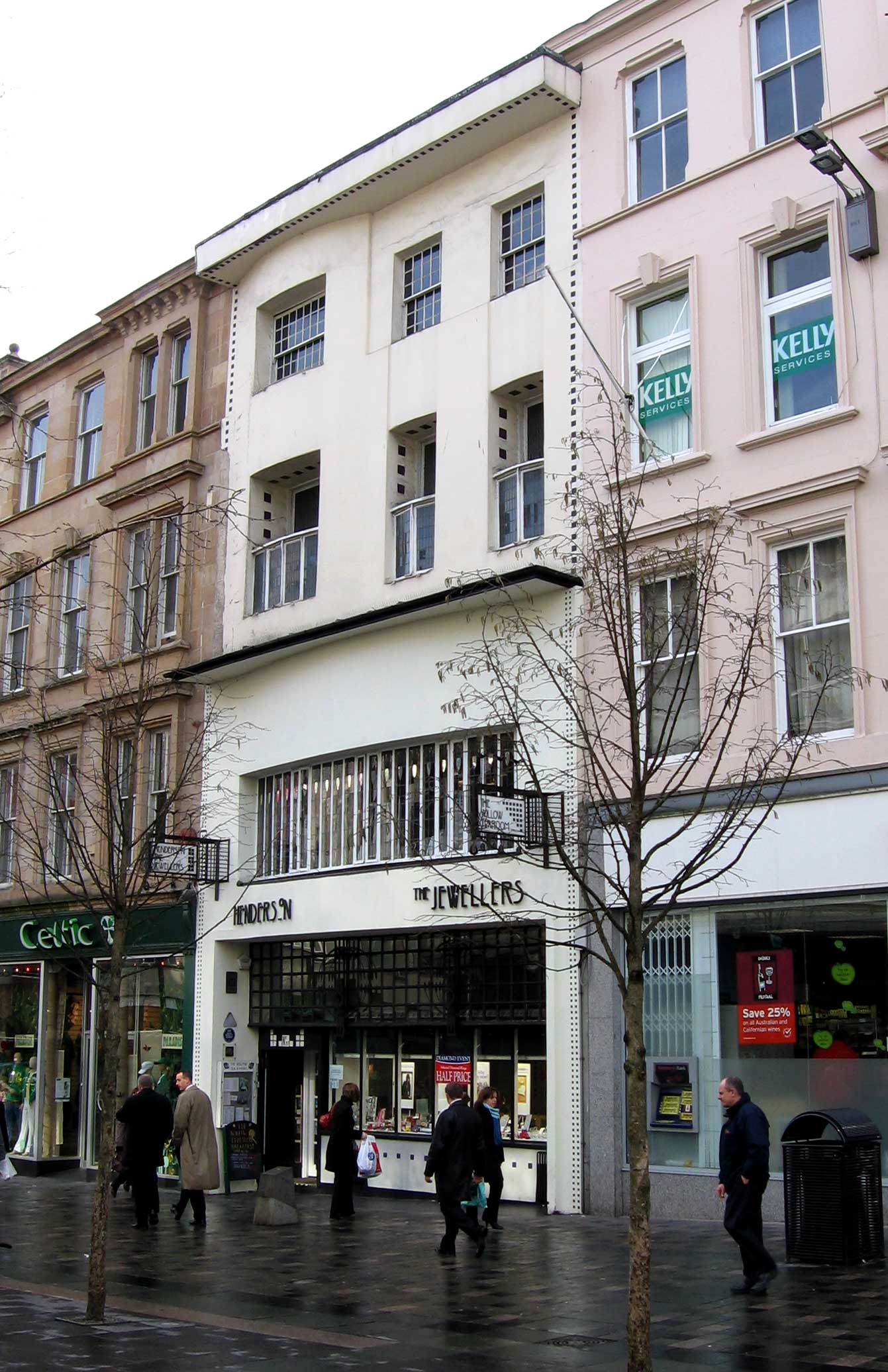
The Willow Tearooms i Glasgow
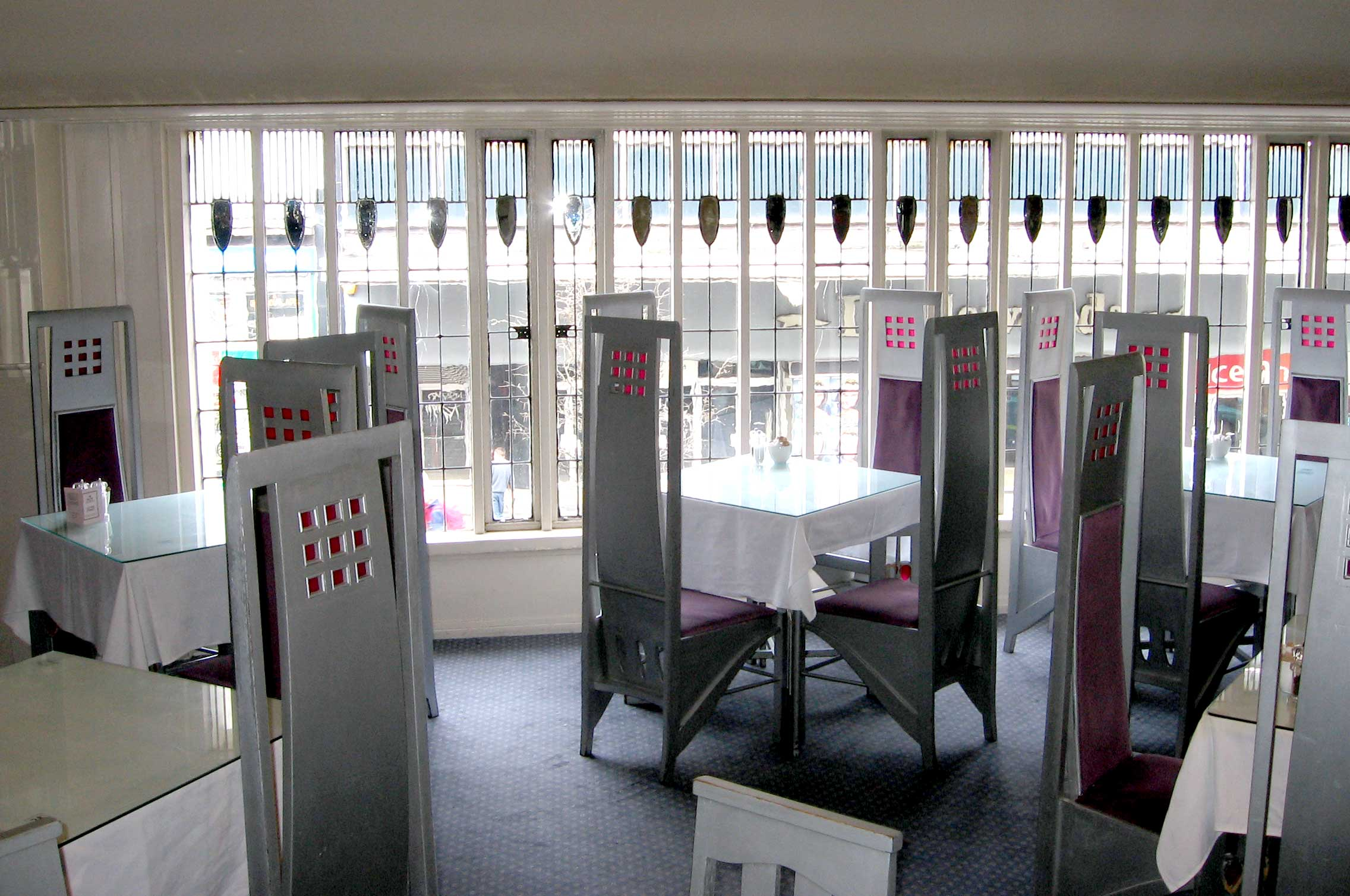
Interiör, The Willow Tearooms
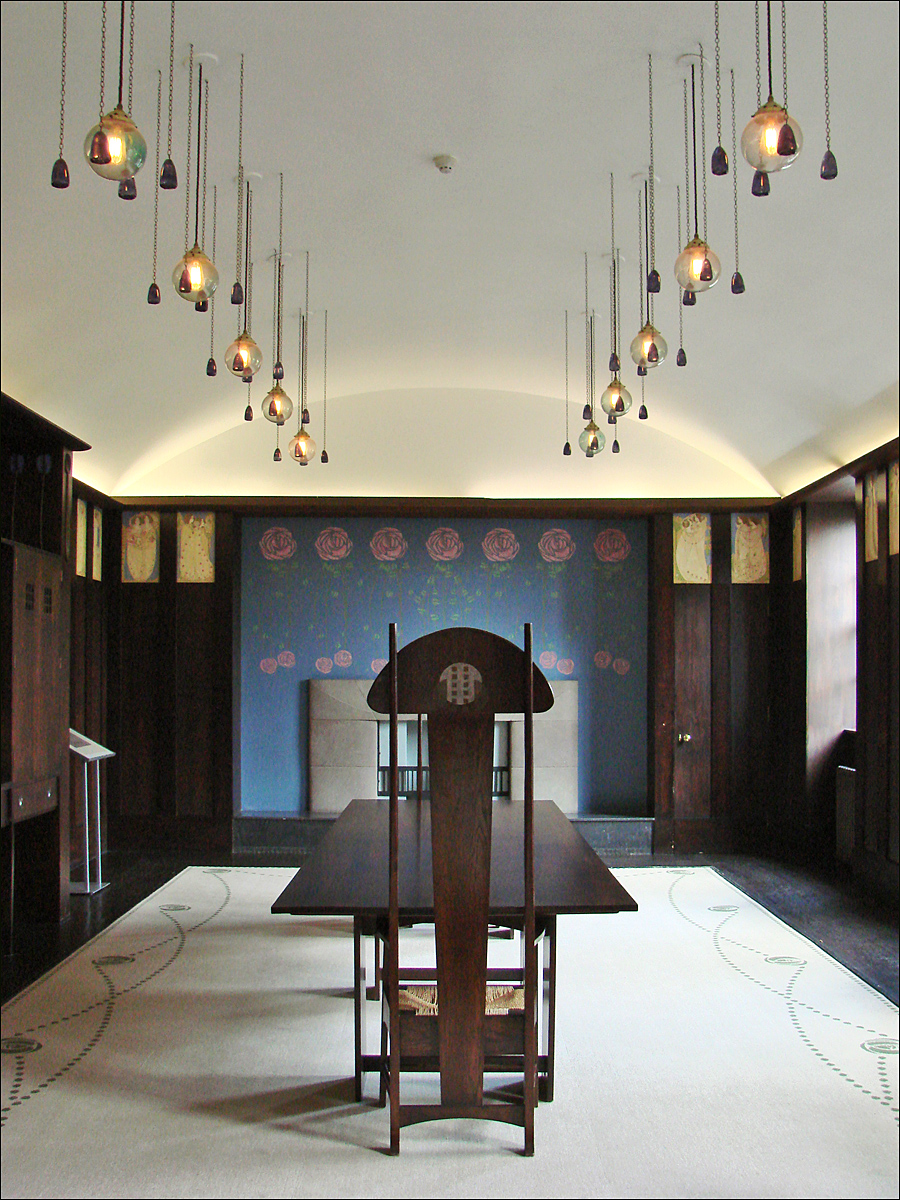
Matsal i House for an art lover i Glasgow
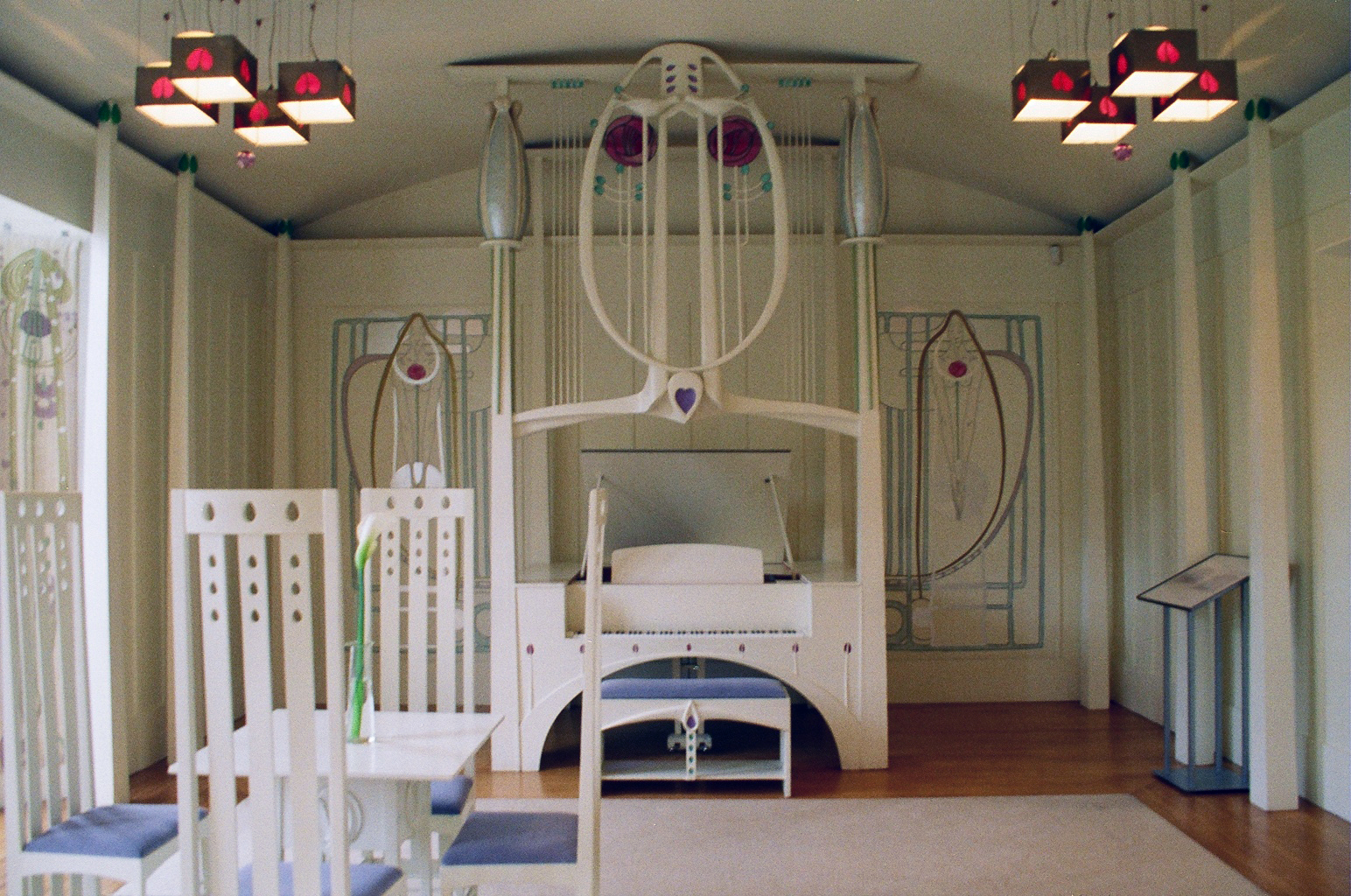
Sovrum i House for an art lover i Glasgow
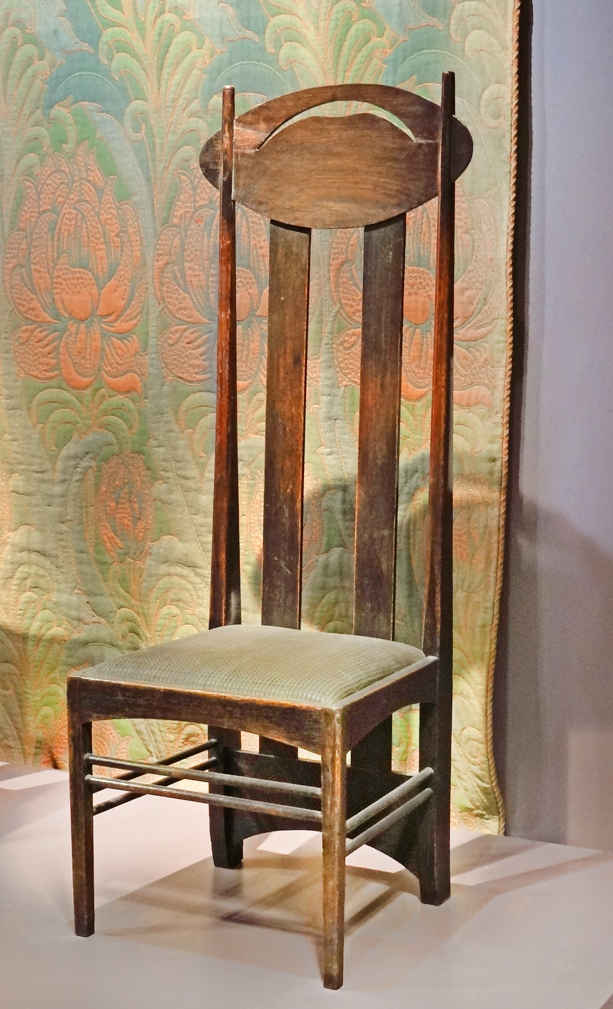
Stol
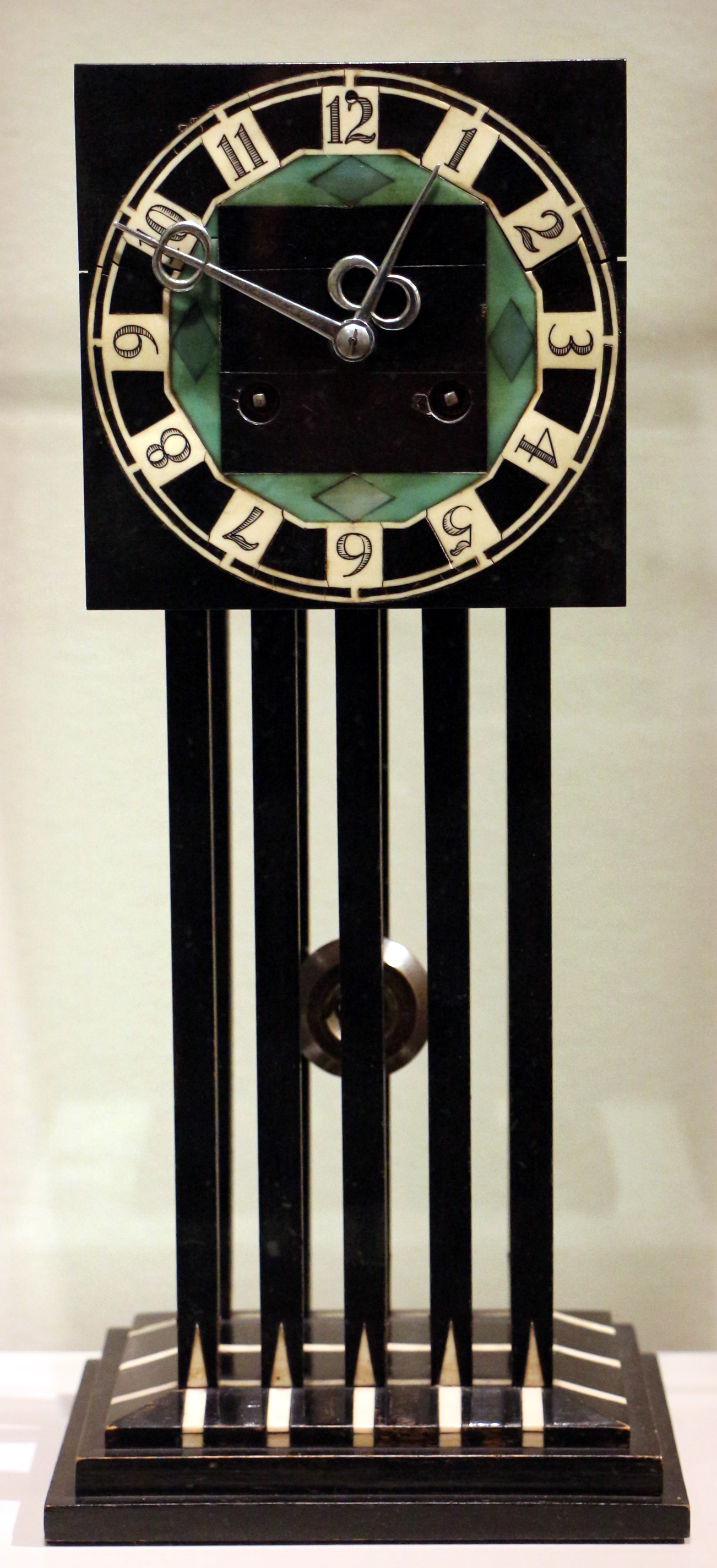
Klocka, omkring 1917